# Minor Alpízar
Minor Alpízar Campos (Alajuela; 27 de septiembre de 1953) es un exfutbolista costarricense que jugaba como defensa.

## Selección nacional
Hizo varias apariciones con la selección de Costa Rica y formó parte de las escuadras que jugaron en los Juegos Olímpicos de 1980 y 1984.

### Participaciones en Juegos Olímpicos
| Juegos                   | Sede        | Resultado     |
| ------------------------ | ----------- | ------------- |
| Juegos Olímpicos de 1980 | Moscú       | Primera ronda |
| Juegos Olímpicos de 1984 | Los Ángeles | Primera fase  |

## Clubes
| Club            | País       | Año       |
| --------------- | ---------- | --------- |
| A.D. Ramonense  | Costa Rica | 1974-1980 |
| C.S. Herediano  | Costa Rica | 1980-1985 |
| A.D. San Carlos | Costa Rica | 1985-1986 |

## Palmarés

### Títulos nacionales
| Título           | Equipo    | País       | Año  |
| ---------------- | --------- | ---------- | ---- |
| Primera División | Herediano | Costa Rica | 1981 |

### Títulos internacionales
| Título                  | Equipo     | Sede   | Año  |
| ----------------------- | ---------- | ------ | ---- |
| Preolímpico de Concacaf | Costa Rica | Varias | 1980 |
| Preolímpico de Concacaf | Costa Rica | Varias | 1984 |